# الخدعة الرهيبة (كتاب)
الخدعة الرهيبة مؤلف جدلي كتبه الصحفي الفرنسي تييري ميسان يقدم من خلاله أطروحة هرطوقية في موضوع أحداث 11 سبتمبر 2001 التي شهدتها الولايات المتحدة الأمريكية.

## أطروحة الكاتب
هذا الكتاب الأكثر بيعا في العالم أياما بعد إصداره، يشكك عبر مجموعة من الدلائل الواضحة في الرواية الرسمية للبيت الأبيض ويطرح عددا كبيرا من التساؤلات حول أنصار وأهداف هذه الانفجارات التي زعزعت النظام الجغرافي العالمي حسب العديد من المراقبين.

### ملخص
- القسم الأول: «إخراج دموي» إن الانفجارات التي أدت إلى انهيار مبنى برجي نيويورك وتدمير جزء من مبنى البنتاغون لم يكن وراءها انتحاريين أجانب، بل من المرجح أن تكون من صنيع عناصر من الحكومة الأمريكية ذاتها، أي أنها دسيسة محلية يرجى بها تغيير وجهات النظر والتعجيل في مجرى الأحداث.
- القسم الثاني:«إعدام الديموقراطية في أمريكا» إن أحداث 11 سبتمبر لا يجب أن تتخد كحصان طروادة لتبرير الحرب على أفغانستان، إذ أن هذه الأخيرة تم التحضير لها مسبقا بعون من البريطانيين.[1][2][3] فلقد استند جورج بوش إلى مجموعات إنجيلية لشن حرب صليبية على الإسلام، في إطار الإستراتيجية المسماة «صراع الحضارات» أما «الحرب ضد الإرهاب» فليست أكثر من حيلة يراد بها تقزيم الحريات الفردية في الولايات المتحدة والدول الحليفة مع وضع أسس الأنظمة العسكرية في البلدان هذه.
- القسم الثالث:«حملة الإمبراطورية» أسامة بن لادن ليس سوى صناعة جهاز المخابرات الأمريكية وهو لم يتوقف قط عن العمل لحساب هذا الجهاز، كما أن عائلتي بوش وبن لادن تجمعهما علاقات عمل وتعاون في إطار «مجموعة كارليل» زد على ذلك أن قيادة حكومة البيت الأبيض غدت تحت أيدي زمرة من الصناعيين (الصناعة الحربية، النفطية، الصيدلية...إلخ)الذين وضعوا مصالحهم الشخصية فوق كل اعتبار. ومن جانبه لم يتوان جهاز المخابرات الأمريكية السي أي أي في تطوير برنامج تدخل أساسه التعذيب والاغتيالات السياسية.

### إثباتات مختلفة

#### حول مبنى البنتاغون
اكتفى تييري ميسان في كتابه بالتأكيد على أن الرواية الرسمية، القائلة بأن طائرة مخطوفة أصابت مبنى البنتاغون، رواية غريبة وهو لايقدم قراءة أخرى لما حصل فعلا، إذ اكتفى بالتشديد على أن تجرؤ السلطات الأمريكية على الكذب في أمر من هذا القبيل، لا يمكن إلا أن يؤكد احنمال كذبها في وجوه أخرى متعلقة بأحداث 11 سبتمبر وبالمقابل، تناول الكاتب موضوع البنتاغون في كتاب آخر حمل عنوان «البنتاكايت» حيث أكد أن الهجمة تمت بواسطة صاروخ ما.
ومن المستحيل حسب الكاتب أن:
1. العامل الزمني قد منع أنظمة الصد الجوي من التدخل في الوقت المناسب لإنقاد الموقف.
2. عدم تشغيل أنظمة الدفاع الألية المضادة للطيران في البنتاغون.
3. مسار الآلة يفترض أن تقوم بإسفاف طوله 500 كلم.
4. لا يتم العثور خارج المبنى على أي بقايا من الجهاز، ولو حتى الراكس.
5. رجال المطافئ لم يجدوا أي مؤشر يثبث استعمال طائرة بوينغ في الهجمة.
6. خاصة وأن الثقب الذي نفذ منه المركب الجوي إلى مبنى البنتاغون جد ضيق، وهو البرهان الواضح في الصورة على غلاف الكتاب، والورقة الرابحة إعلاميا لتييري ميسان خاصة بعد ظهوره في البرنامج الفرنسي «حديث الناس».

ومما زاد الطينة بلة هو لغز «تبخر» الطائرة التي ارتطمت بالمبنى حسب الرواية الرسمية. غير أن هذه الرواية الأخيرة تم تكذيبها من طرف فيديرالية الطيران المدني التي أفادت بأن الطائرة اختفت نهائيا فوق محمية طبيعية على بعد 500 كلم من واشنطن.
وحسب الكاتب دائما، فإنه من الغرابة بما كان أن لا تقدم السلطات شرائط فيديو رغم أن مبنى البنتاغون محاط بكاميرات مراقبة. ولولا الضغط الإعلامي لما أقدم مكتب التحقيقات الفيدرالي بعد شهرين من حصول الحادث، على تسليم قناة الس إن إن شريطا على درجة من الرداءة لا يوضح سوى خيط ساطع وسريع تلاه انفجار المبنى.
وحسب المسؤولين الأمريكيين فإن الطائرة تفككت كليا، وهو ما مكن (تييري ميسان) من التهكم من ما أسماه تدميرا ذريا يشبه مانراه في أفلام الخيال العلمي. وحتى العلبة السوداء لم يجد لها المراقبون أي أثر. هؤلاء أنفسهم أكدوا بأن خضراء المبنى على العكس لم تتأثر على الإطلاق بعد الانفجار.
وفقا لتصريحات خبير فضل عدم الإفصاح عن اسمه، لجريدة لوموند الفرنسية بتاريخ 21 مارس 2001، فإن الأمور تبدو كالاتي: «إن الرطم سببته طاقة جد هائلة، مما أدى إلى سحق الجهاز المسبب للانفجار ووقوع حريق توا. على عكس السيارات، فإن الطائرات تتركب خصوصا من مادة الألمينيوم، التي تنصهر عادة على درجة حرارية مقدارها 600س وهو ماسبب في انصهار الأجزاء المكونة للجهاز موضوع النقاش».

#### حول مركز التجارة العالمية
كما يصف الكاتب الانهيار العمودي للبرج 1 و2 و7 بالغريب، خاصة وأن رجال المطافئ أكدوا وقوع سلسلة من الانفجارات. هذا النوع من الانهيار لم يسبق له أن وقع تحت تأثير الحريق فقط. وهو مايعزز رأي جماعة من المهندسين المتخصصين والذين لايستبعدون فرضية استعمال مواد مفجرة.
في يونيو 2004, تقدم مؤجر مركز التجارة العالمية بشرح تلفزي مفاده أن المبنى رقم 7 في المركز دمر طوعا مخافة تفاقم الخسائر.
أياما قليلة قبل وقوع الانفجارات، تم الرهان على مبالغ هائلة لتراجع قيم أسهم شركات الطيران في بورصة وول ستريت.

#### حول سياسة جورج بوش الابن
في حوار له مع جريدة الوطنالسعودية، قارن ميسان أحداث 11 سبتمبر بحريق ريشتاغ النازي. الحريق الذي استغله المستشار هتلر لتعيين أكبشة فداء (الشيوعيين البلغاريين) ولوضع أسس نظام ديكتاتوري تحت ذريعة الدفاع عن الديموقراطية ضد الإرهاب.
وفي ملف موجه لليومية المكسيكية بروسيسو، والوارد في الفقرة رقم 8 من كتاب الخدعة الرهيبة يتهم ميسان عائلة بوش وعائلة بن لادن بامتلاك مشاريع ثنائية وبالتعامل سوية في إطار مجموعة كارليل تهمة وصل صداها إلى الكونغرس الأمريكي بفضل ممثل ولاية جورجيا كينتيا ماكيناي. مباشرة بعد هذه الفضيحة، نشرت عائلة بن لادن العديد من البيانات للتخلص من أسامة وللإعلام برحيله عن مجموعة كارليل.
كمل أن المخرج ميكل مور استوحى من كتاب الخدعة الرهيبة لإنجاز فيلمه الشهير فاهرنهايت 9/11 غير أن الكاتبين اختلفا في تأويل دور السعوديين الذين يتهمهم مور بالضلوع بشكل مباشر في هذه الأحداث.

#### حول اختطاف الطائرة
إن الاتصال بالرحلة 77 انقطع على مدى ساعه و45 دقيقة ورغم ذلك، وحسب مناصري أطروحة المؤامرة الداخلية، لم تتخد أية إجراءات لحل المشكل أو لفهم بواعثه. خاصة وأن الإجراءات المعمول بها تفترض حل الإشكال في أجل لايتعدى ثمان دقائق.
وفي 23 يناير 2004، أصدرت جريدة شيكاغو تريبين مقالا يتناول اعترافات زكرياء موساوي بخصوص أحداث 11 سبتمبر. هذا المغربي الأصل يقول بأنه سلم في يوليو 2001 رسالة إلى عملاء السي أي أي بسفارة الولايات المتحدة في أذربيدجان. الرسالة كانت موجهة لجورج بوش، وفيها يصف زكرياء بوضوح الأحداث الوارد حدوثها. كما بعث بالرسالة ذاتها عن طريق الفاكس إلى البيت الأبيض..

## خلاف

### الانتقادات
إن الأطروحات أو الفرضيات الواردة في هذا الكتاب شكلت موضوعا خصبا للنقاش. كما أن مضمونها العام ربما يبدو، خاصة بالنسبة للذين همتهم الأحداث من قريب أو بعيد، جد غريب وغير مقبول. غير أن عائلات ضحايا أخرى، على العكس ترى في مضمون الكتاب نتيجة منطقية لتحقيق معقول. وهو ما شجعها، أي العائلات، على رفع دعاوى قضائية ضد إدارة بوش.
من جانب آخر، فإن أغلبية المتخصصين الغربيين تكذب تحليل ميسان، حيث تنكر استحالتها وتتحدث عن«نظرية المؤامرة».
بالنسبة لليومية الفرنسية لوموند فإن نجاح ميسان يرجع بالأساس إلى استعماله الجيد للإنترنت التي سمحت له بالوصول إلى قاعدة شعبية كبرى مع التحرر من قواعد أصلية في ميدان الصحافة.
أما الصحفيان جيوم داسكيي وجين كيزنل فقد اعتبرا كتاب ميسان احتيالا ثقافيا. كما أصدرا مؤلفا بعنوان الكذبة الرهيبة: أطروحات وتفاهات حول 11 سبتمبر ينتقدان فيه ميسان ويتهمانه فيه بالرعونة والكذب والافتقاد لكل أشكال الاحترافية. إذ أنه حسب الصحفيين، يركز خاصة على المنهج:
- وهما يعيبان على ميسان عدم السفر إلى الولايات المتحدة للتحقيق، مكتفيا ببعض الصفحات والمقالات على الإنترنت.
- كما يشيران إلى أحداث بسيطة خارجة عن سياقها.
- وأخيرا حاولا بمساعدة مختصين في الملاحة الجوية تفنيد كل الإثباتات التي جاء بها ميسان.

ولم يتوقف الأمر عند هذا الحد. إذ قامت كاتبة المقالات فيانتا فينير بإصدار مؤلف بعنوان الخداع الرهيب، بعض الحقائق عن تييري ميسان وفيه تنتقد بشدة ميسان، مفضلة مهاجمته شخصيا. كما أن القناة التلفزية أرت كرست ليلة بمجملها لنظرية المؤامرة، وخاصة للوشاية بمعاداة تييري للولايات المتحدة الأمريكية، وللدعم الذي يحضى به داخل الأوساط المتطرفة سواء اليمينية منها أو اليسارية.
أما عالم الاجتماع بيير لاكرونج فلقد ركز على أسباب تأثير الكتاب على العدد الهائل من القراء. فالسبب الأول من وجهة نظره ذو طابع تقني. ويتجلى في استعمال منهجية النقد اللادع، التي تمكن الكاتب من إضفاء طابع المتانة على حججه. ولقد ذهب إلى حد مقارنة بلاغة ميسان ببلاغة مناهضي نظرية التطور أو منكري المحرقة النازية. وهدف ميسان حسب لاكرونج لا يتجلى في بناء نظرية على ضوء التجربة، بل الشك في التجربة لحساب المذهب. وأمام هدا النوع من المواقف التي تشكك على الدوام في صلاحية الحجج، تأخد كل أنواع المعارضة طابع العقم.
إن الولايات المتحدة تواجه عددا لا يستهان به من المعارضين في العالم كله، مما يجعل الإدعاء بوجود مؤامرة داخلية وراء الأحداث أمرا مجحفا لها. فضلا على أن مكتب المخابرات الفيدرالية ووزارة الدفاع قد أصدرا بيانات رسمية وكتيبا لإدانة مساعي ميسان.

### الدعم
وبالرغم من كل ما سبق ذكره، ما زالت أطروحة ميسان تستقطب العديد من المناصرين. ففي إسبانيا على سبيل المثال، لم تتوانى جريدة الباييس في الثناء على الكتاب. ليتم بعد ذلك إصدار ترجمته باللغة الإسبانية على أعمدة جريدة إلموندو كما أن وزير البيئة السابق في إنجلترا ميكايل مايخر لم يبخل في تبني الأطروحة، وهو ما قام به أيضا وزير البحث العلمي السابق في ألمانيا أندريلس فان بولو.
غير أن العالم العربي هو الذي فتح الباب بمصراعيه أمام أطروحة ميسان. إذ بادر الشيخ الفقيد زايد بن سلطان بتمويل ترجمة الكتاب إلى اللغة العربية وإهداء 5000 نسخة منه إلى شخصيات عربية أخرى. ولقد لقي ميسان دعما كبيرا من طرف الجامعة العربية ومجلس التعاون الخليجي. وأخيرا في روسيا قامت التلفزة الحكومية بتقديم مجموعة من البرامج تدعم أطروحة تييري ميسان. ويذكر في هذا الصدد الدعم الكبير للجنرال ليونيد إيفاشوف الذي كان يشغل منصب رئيس أركان حرب القوات الروسية إبان أحداث 11 سبتمبر.
أما في الولايات المتحدة، فلقد رفضت لجنة التقصي الرسمية الاستماع إلى تييري ميسان والإجابة على أسئلته. ومن ضمن مناصري أطروحة ميسان في الولايات المتحدة نذكر الميلياردير جيمي وولتر وأستاذ الفلسفة دافيد راي كريفين ثم أيضا أحد المستشارين السابقين لجورج بوش مورجان راينولدز.
والجدير بالذكر أن الجدال الذي أثاره الكتاب اختلف باختلاف فقراته وانتماءات القراء. ففي أوروبا والولايات المتحدة، طالت الانتقادات خصوصا الفقرة التي تناولت حادثة البانتاغون. رغم أن الفقرة هذه لا تشغل أكثر من 16 صفحة من صفحات الكتاب. أما في العالم العربي، فإن السؤال الذي شغل بال القراء هو هل كان بن لادن إسلاميا مستقلا أم هو أحد عملاء جهاز المخابرات الأمريكية السي أي أي؟ في حين أن المتتبعين في روسيا وأمريكا اللاتينية ركزوا على الخطى الحقيقية أو الوهمية للولايات في إرساء دعائم نظام عسكري توسعي.

## اقرأ أيضًا
أليكس جونز

## وصلات خارجية

### بعض المراجع
- [1] CIA ودورها في أحداث 11/9
- [2] وثائق سرية تكشف خلفيات أحداث سبتمبر
- [3] شكوك جديدة حول 11 سبتمبر